# Fechenbach (Adelsgeschlecht)

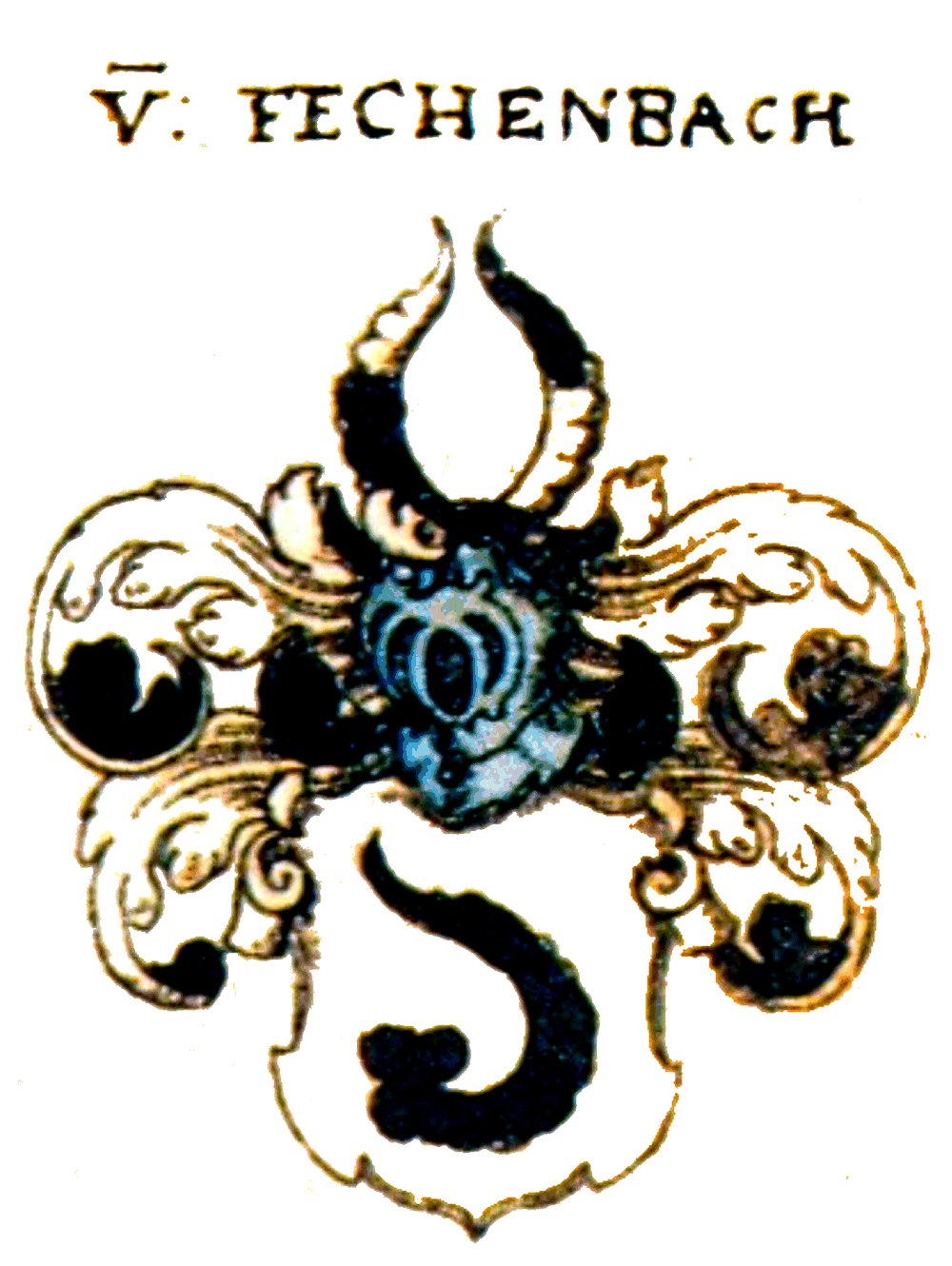
Wappen derer von Fechenbach

Die Familie der Freiherren von Fechenbach war von 1315 bis zum Erlöschen im Mannesstamm 1907 mit dem Tod von Karl Konstantin von Fechenbach in Laudenbach (Landkreis Miltenberg) ansässig. Ein zweiter Sitz war Wasserschloss Sommerau in Sommerau (Eschau). Die katholische Familie gehörte der Reichsritterschaft des fränkischen Ritterkantons Odenwald an.

## Geschichte

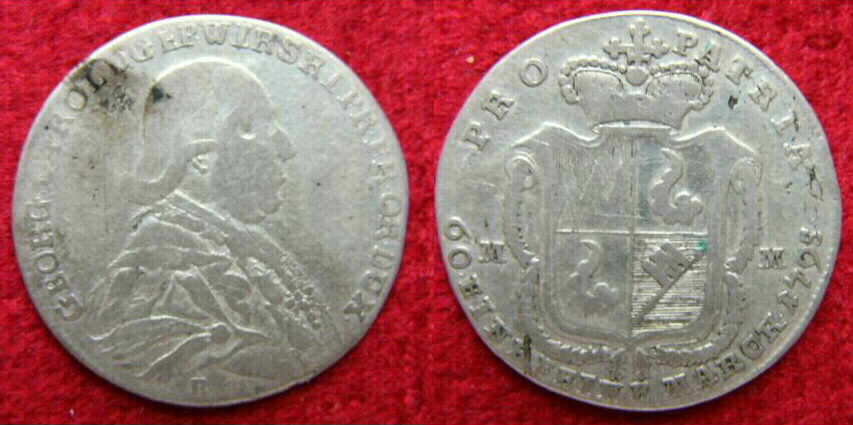
Münzvorder- und -rückseite mit Porträt und Wappen des Bamberger Bischofs und Würzburger Fürstbischofs (20 Kreuzer 1795)

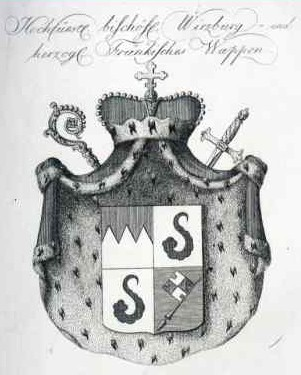
Würzburger Bischofswappen von Georg Karl von Fechenbach

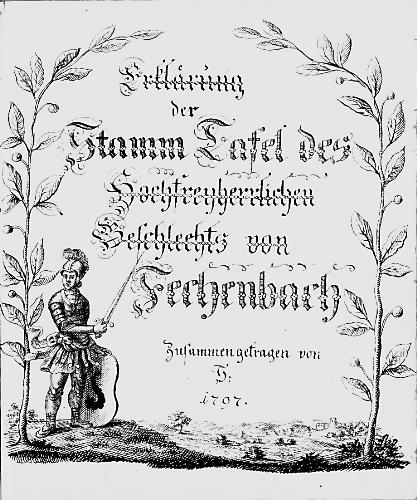
Handschriftliche Familiengeschichte, versteigert 2005

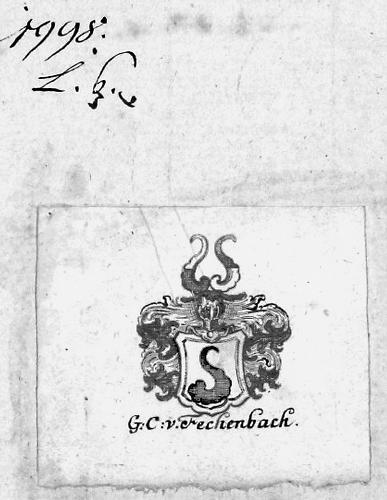
Gestochenes Exlibris des Würzburger Bischofs

Die erstmalige urkundliche Erwähnung der Familie stammt aus dem Jahr 1214 (namentlich genannt, ein Offo von Vechimbach) und betraf Güter südlich des Mainvierecks. Dass sie aus Fechenbach (heute Collenberg) stammt, ist naheliegend, aber nicht nachzuweisen. 1315 kaufte sie das Dorf Laudenbach, das zunächst von den Grafen von Rieneck, nach deren Erlöschen (1559) von Kurmainz und zuletzt vom Königreich Bayern zu Lehen ging.
Von 1632 bis 1848 gab es eine Stammlinie und eine Sommerauer Linie, die im Wasserschloss Sommerau ansässig war. Die Sommerauer Burg war 1365 zwischen den verschwägerten Kottwitz und Fechenbach geteilt. Zuvor traten die Besitzer, ein von Fechenbach und ein von Aulenbach (Kottwitz) als Brüder in einer Urkunde bestätigt auf. Die Kottwitz und die Herren von Fechenbach, auch mit gleichem Wappen, waren bis 1550 gemeinsame Besitzer des Schlosses, danach in alleinigem Besitz der Fechenbacher.
Johann Reichard von Fechenbach (1657–1717) war Anfang des 18. Jahrhunderts kaiserlicher und würzburgischer Generalfeldmarschall-Lieutenant in den Türkenkriegen unter Prinz Eugen. Der kurmainzischer Generalfeldzeugmeister und Kommandant der Festung Mainz, Johann Philipp (1660–1730) war ebenfalls Militär.
Albrecht Ernst von Fechenbach (um 1735) war ein würzburgischer Geheimer Rat und als Oberst der Kavallerie Regimentschef des renommierten Fränkischen Kreiskürassierregiments (1727–1734).
Der würzburgische Reichstagsgesandte und Domkapitular Johann Philipp von Fechenbach, Titularbischof von Taenarum (1708–1779) trug über 100 Bände „Reichsakten“ zusammen, die sich heute im Familienarchiv im Staatsarchiv Würzburg befinden.
Bekanntester Namensträger war der letzte Fürstbischof von Würzburg Georg Karl von Fechenbach (1749–1808), ab 1805 auch Bischof von Bamberg.
Sein Bruder Lothar Franz (gest. 1837) war ebenfalls Geistlicher: Chorbischof von St. Mauritius in Tholey, Obereinnahme- und Hofkriegsratspräsident in Bamberg.
Von deren Bruder Joseph Franz (1761–1830) stammen die beiden letzten Besitzer Laudenbachs aus dem Hause Fechenbach ab: Friedrich Karl Joseph von Fechenbach (* 27. August 1790 in Mainz; † 24. Oktober 1850 in Wien), Gerichtsherr zu Laudenbach, Sommerau und Roßhof (bei Großheubach), königl. bayer. Kämmerer, der erster Ehrenbürger von Aschaffenburg war, und Karl Konstantin von Fechenbach (1836–1907), der sich als sozialpolitischer Publizist einen Namen machte. Er brachte den Teil, der ihm bei der Teilung mit seinem Bruder Hugo 1860 zugefallen war, 1875 in einen Fideikommiss ein, widerrief diesen jedoch später und hinterließ alles seiner Witwe Bertha, geborene von Thüngen, die das Freifräulein Mechthild von Pappus (später verheiratet mit Hugo von Aufseß) zur Universalerbin einsetzte. Sie setzte sich in einem erbitterten Rechtsstreit gegen die Fechenbach zu Dieburg durch.
Bis 1848 übte die Familie in den ehemaligen Ritterorten Laudenbach und Sommerau die patrimoniale Gerichtsbarkeit aus.
1842 erwarb Friedrich von Fechenbach nicht nur den Eigenbesitz der Lady Leveson, geborene Freiin von Dalberg in der hessischen Provinz Starkenburg, sondern auch ein Stadtschlösschen in Dieburg, das heutige Schloss Fechenbach, das 1939 von Karoline Freiin von Fechenbach an die Stadt Dieburg verkauft wurde und heute das 2007 neu eröffnete Museum Schloss Fechenbach beherbergt.

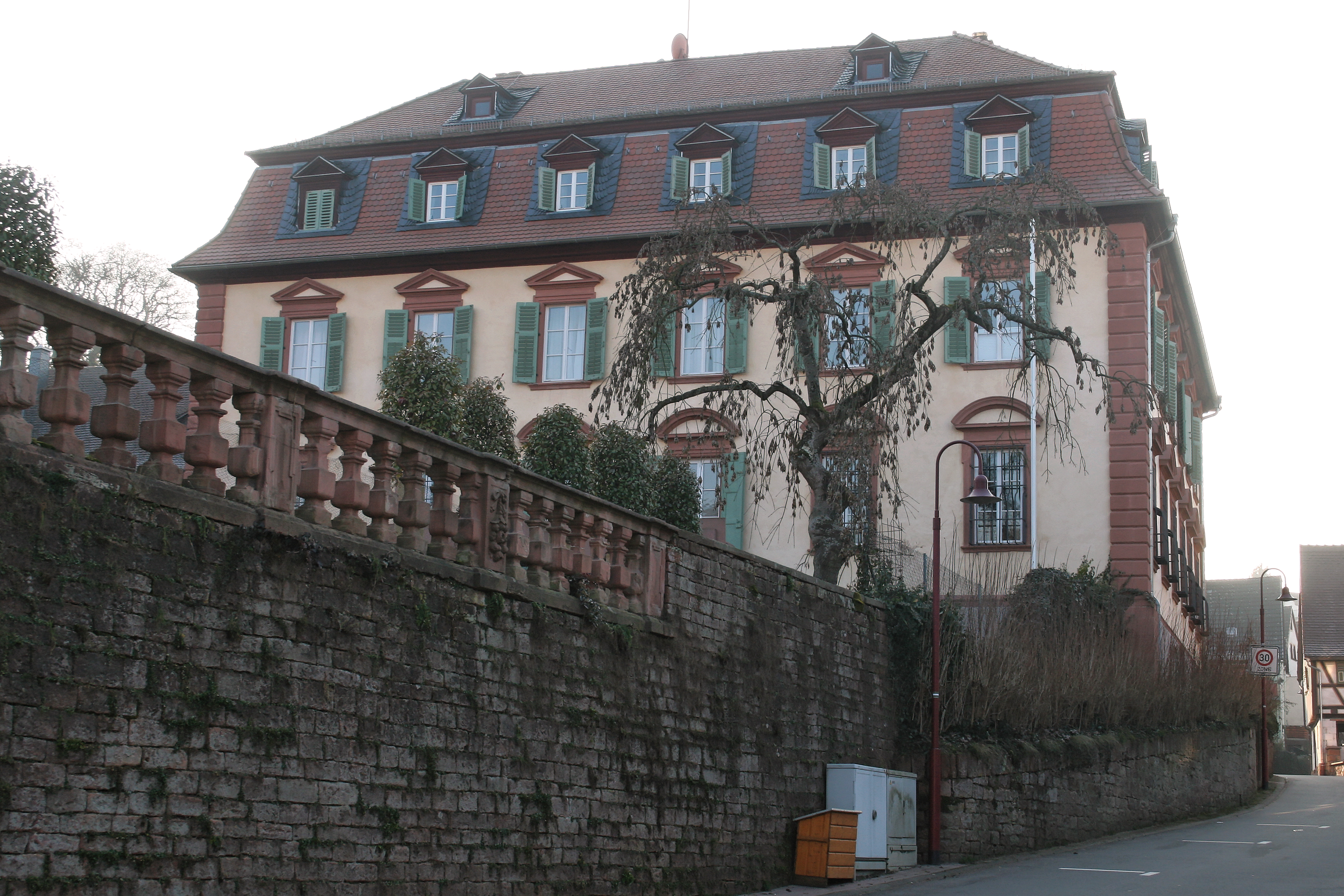
Schloss Laudenbach
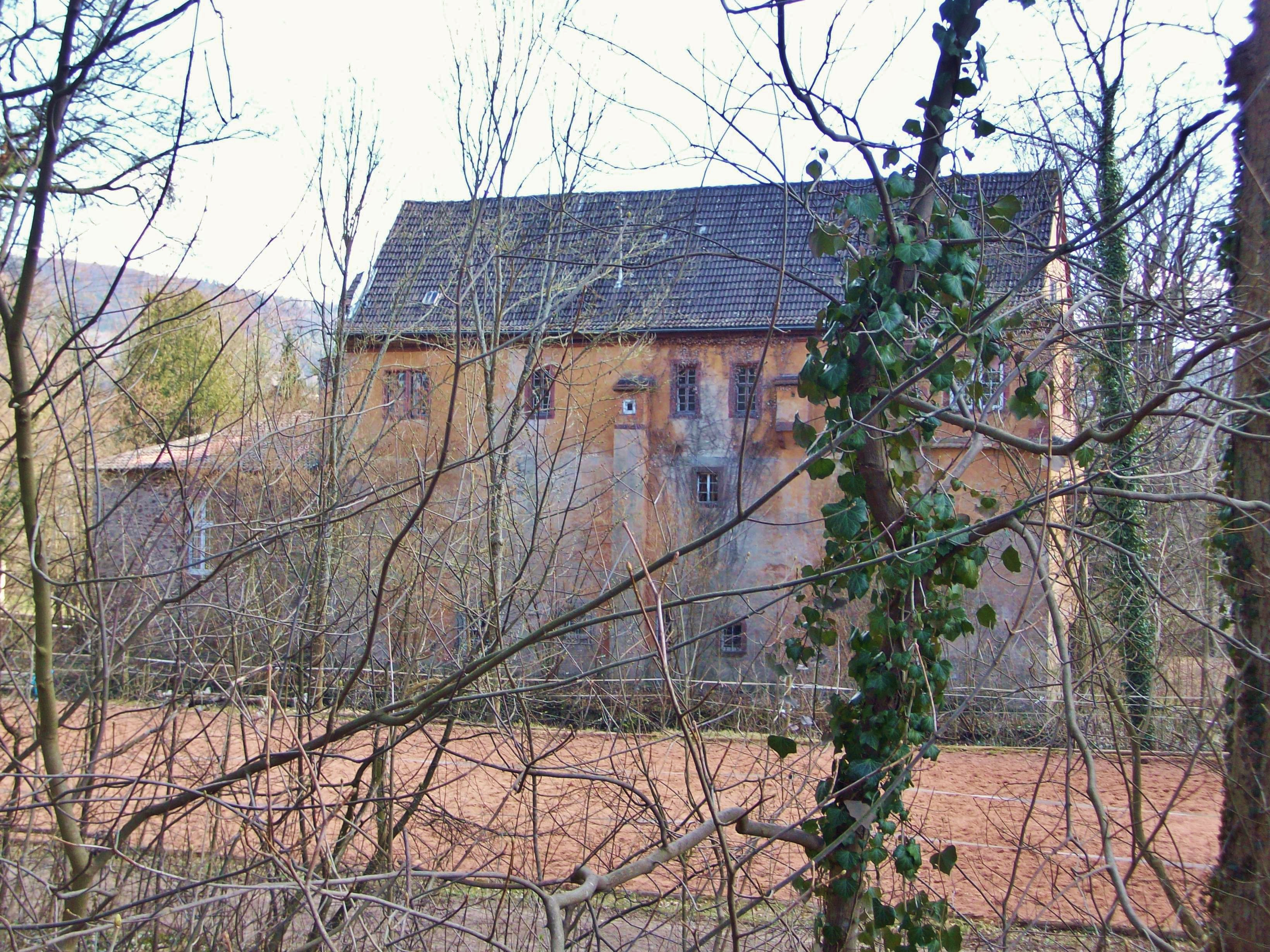
Wasserschloss Sommerau
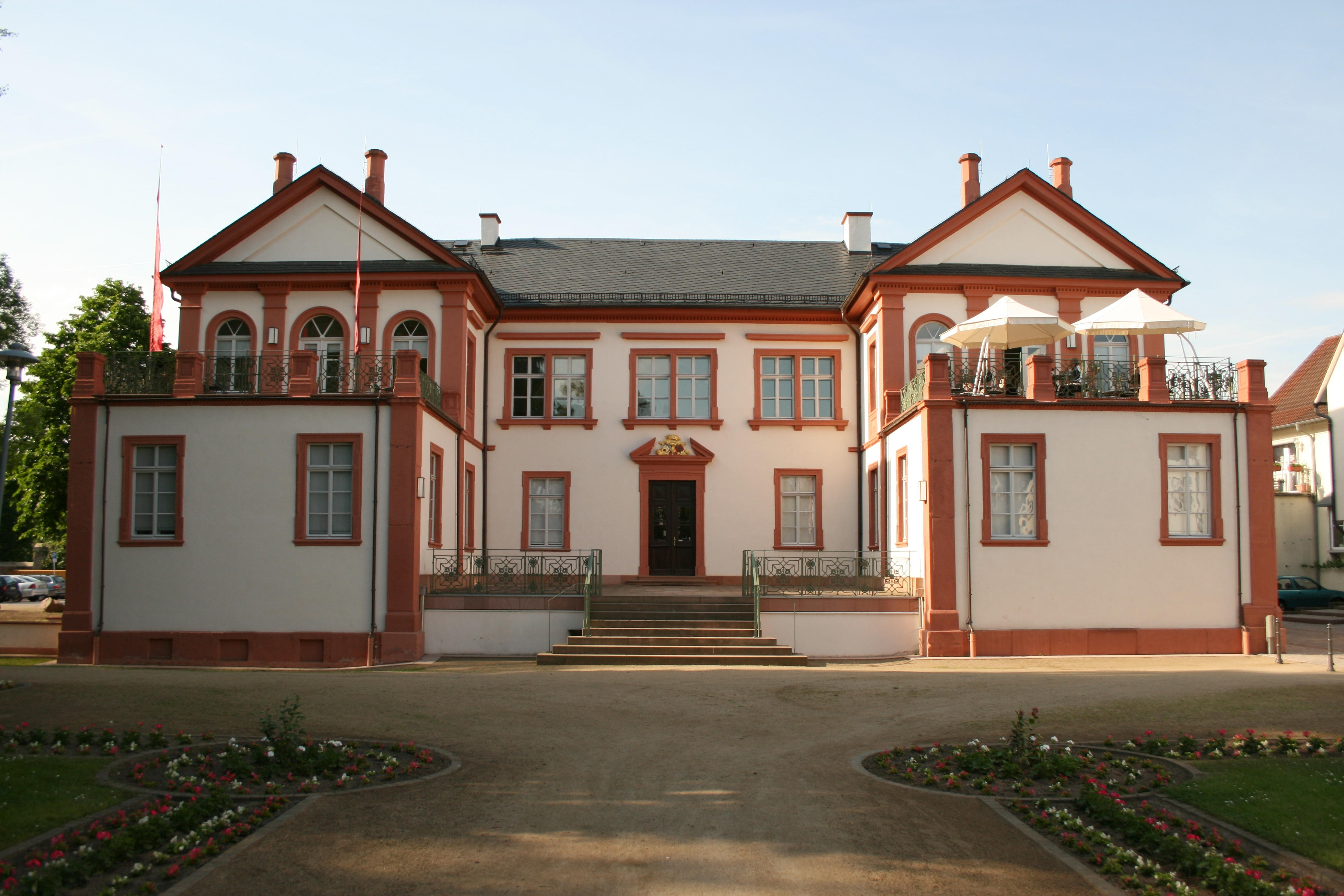
Schloss Fechenbach

## Eintrag in Zedlers Universal-Lexicon
Fechenbach, ein adeliches Geschlecht an dem Rhein, von welchem Götz um das Jahr 1315. gelebet; dessen Enckel Eberhard starb an. 1393. als Vitzdom zu Aschaffenburg, und hinterließ einige Söhne, von welchen Conrad die Charge eines Chur-Mayntzischen Hofmeisters bekleidet. Von dessen Nachkommen war Johann Ludwig, Anfangs Dom-Herr zu Mayntz, resignierte aber 1622. und trat in den Ehestand. Dessen Einkel waren 1) Johann Reichard, Würtzburgischer General-Major, Oberster zu Fuß und Commendant zu Würtzburg, welcher einen Sohn, Namens Carl Ludwig gezeuget; 2) Hartmann Friedrich, Chur-Mayntzischer und Bambergischer Rath, wie auch Praesident der Ober-Einnahme; 3) Albrecht Ernst, Würtzburgischer Rittmeister, welcher seine Familie mit einem Sohne, Philippo Adolpho vermehret.

## Wappen
Das Familienwappen zeigt im silbernen Feld ein schwarzes, mit der Spitze nach oben gerichtetes Steinbockshorn, das unten in Form eines aufwärtsstehenden Kleeblatts endet. Helmzier: zwei solche Steinbockshörner, von Silber und Schwarz mit wechselnden Farben quergeteilt. Helmdecken: schwarz und silbern.
Das Schildbild des schwarzen Steinbockshornes in Silber kommt in Franken noch bei zwei weiteren Familien vor, nämlich Kottwitz von Aulenbach und von Adelsheim.

## Archiv
1969 erwarb der Freistaat Bayern das auf Schloss Laudenbach, das an Freifrau Mechthild von Aufseß geborene von Pappus übergegangen war, erhaltene 75 laufende Meter umfassende Archivgut der Familie für das Staatsarchiv Würzburg. Im Jahre 1988 erschien der erste Teil eines Archivinventars, dass Schriftgut der Verwaltereien Dieburg, Laudenbach und Sommerau sowie Familiensachen beinhaltet. Der zweite Teil, der vor allem die Nachlässe des Reichstagsgesandten Johann Philipp von Fechenbach, Nachlassgut des Fürstbischofs Georg Karl und weiterer Familienangehörige enthalten soll, steht noch aus.
Das Adelsarchiv wurde von dem Fechenbachschen Hofmeister Gerhard Dahl 1795/97 geordnet.

## Bibliothek
Teile der Bibliothek der Familie, darunter viele Bücher aus dem Besitz Karl Georgs mit handschriftlichem Bibliothekskatalog und Familiengeschichte, kamen bei Hartung & Hartung (Auktion 112) im November 2005 zur Versteigerung. Es gelang der Universitätsbibliothek Würzburg nicht, die zentrale Quelle der Bibliotheksgeschichte, den handschriftlichen Bibliothekskatalog zu ersteigern.

## Literatur

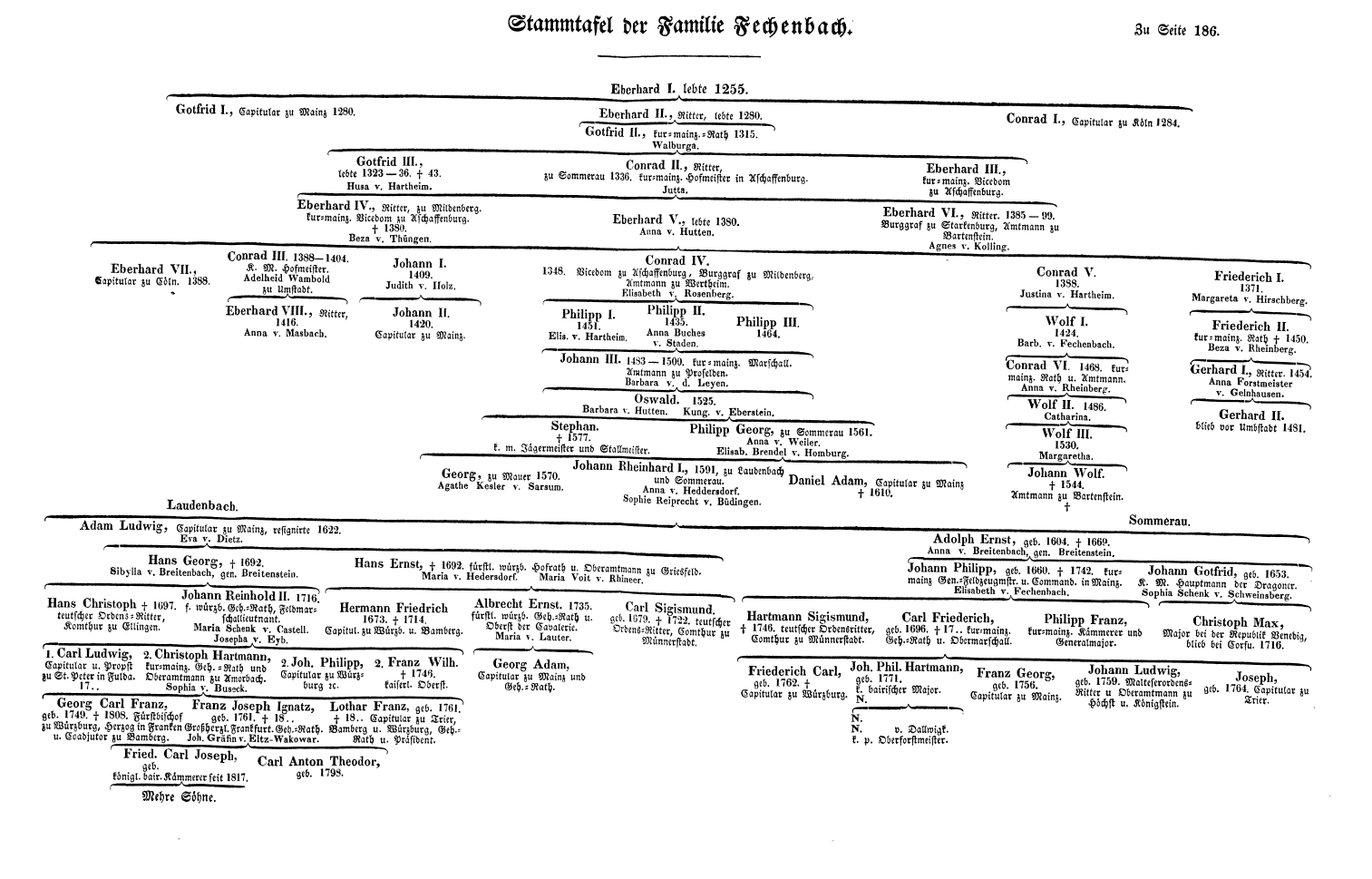
Stammtafel von 1845

## Kunstsammlung
Bei mehreren Auktionen wurden die Kunstschätze des Hauses durch Karl Konstantin von Fechenbach in den Handel gebracht. Katalog der reichhaltigen und ausgewählten Freiherrlich von Fechenbach'schen Rüstkammer und Kunstsammlung auf dem Schlosse zu Laudenbach am Main … Versteigerung zu Köln den 23. und 24. Mai 1889 durch J. M. Heberle (H. Lempertz' Söhne), lautet der Titel eines Versteigerungskatalogs (Exemplar z. B. Bibliothek der University of Chicago). Wenige Tage später wurden Gemälde aus Laudenbach bei der gleichen Firma verauktioniert (27/28. und 29. Mai 1889).